# Ergasilus boettgeri
Ergasilus boettgeri is een eenoogkreeftjessoort uit de familie van de Ergasilidae. De wetenschappelijke naam van de soort is voor het eerst geldig gepubliceerd in 1958 door Reichenbach-Klinke.